# 葛誠
葛诚（？—1399年），祖籍不详，明朝政治人物。
洪武年末，为燕王朱棣府长史。建文元年（1399年），明惠帝以謝貴為都指揮使，同北平布政使張昺監視燕王動靜。一日明惠帝召见葛诚，询问燕王府事，葛诚如实交代。后燕王朱棣装病，葛诚密奏明惠帝曰：「燕王无病，将谋反。」
后謝貴等欲入燕王府查驗，在端禮門遭朱棣伏兵襲擊，張昺、葛誠、盧振等人皆不屈而死。葛诚被族滅。